# Neobenthamia
Neobenthamia là một monotypic genus of thực vật có hoa trong họ, Orchidaceae. The single species is Neobenthamia gracilis. It is lithophilic and grows among leaf litter and other detritus on rock faces. Nó là loài đặc hữu của Tanzania.